# Artère sacrée latérale
Pour les articles homonymes, voir Artère sacrale.
Les artère sacrées latérales sont des artères systémiques paires intrapelviennes de l'abdomen situées. Elles vascularisent le sacrum, les muscles piriforme, élévateur de l'anus et coccygien, ainsi que les structures nerveuses sacrées.

## Origine
Les artères sacrées latérales généralement en double naissent du tronc postérieur de l'artère iliaque interne constituant une artère sacrée latérale supérieure, la plus grosse, et une artère sacrée latérale inférieure.
Ces deux artères peuvent naître d'un tronc commun constituant alors l'artère sacrée latérale commune.

## Trajet

### Artère sacrée latérale supérieure
L'artère sacrale latérale supérieure rejoint le premier foramen sacré antérieur pour se diviser en deux branches, une rameau spinal qui vascularise la moelle spinale et un rameau musculaire. Ce dernier sort par le foramen sacré postérieur pour vasculariser le muscle piriforme et les parties molles situées derrière le sacrum.

### Artère sacrée latérale inférieure
L'artère sacrée latérale inférieure descend le devant les nerfs sacrés en regard des foramens sacrés antérieurs jusqu'à l'articulation sacrococcygienne. A ce niveau, elle s'anastomose avec une branche de l'artère sacrale médiane.
Elle donne des branches latérales pour les muscles piriforme et coccygien. Des branches dorsales pénètrent les deuxième, troisième et quatrième foramens sacrés où ils se divisent en rameaux dorsaux et spinaux ayant la même disposition que ceux de l'artère sacrée latérale supérieure.